# Astrid Krag
Astrid Krag Kristensen (Vejle, 17 novembre 1982) è una politica danese.
Membro del Parlamento per i socialdemocratici, e in precedenza per il Partito Popolare Socialista. È stata Ministro della Sanità nel Governo di Helle Thorning-Schmidt dall'ottobre 2011 al gennaio 2014. Nel periodo adolescenziale faceva parte del movimento giovanile socialista. Ha studiato Scienze Politiche presso l'Università di Copenaghen tra il 2003 e il 2007. Nel novembre 2007 è stata eletta al parlamento danese.
Nel gennaio del 2014, dopo la fuoriuscita del Partito Popolare Socialista dal governo, diventa membro del Partito socialdemocratico.